# Hyades
Hyades (/ˈhaɪ.ədiːz/; Hy Lạp Ὑάδες, còn được gọi là Melotte 25 hoặc Collinder 50), là cụm sao mở gần Hệ Mặt trời nhất và một trong những đối tượng tốt nhất được nghiên cứu trong tất cả các cụm sao mở. Vệ tinh Hipparcos, kính viễn vọng không gian Hubble, và sơ đồ màu sắc hồng ngoại  đã được sử dụng để ước tính khoảng cách ~ 153 năm ánh sáng (47 pc) đến trung tâm cụm sao này.  Cụm sao bao gồm một  khoảng cầu nơi có hàng trăm ngôi sao ở cùng độ tuổi, nơi ra đời, thành phần hóa học, và sự chuyển động trong không gian. Nhìn từ Trái Đất, cụm Hyades xuất hiện trong chòm saoKim Ngưu, những ngôi sao sáng nhất của cụm tạo thành hình chữ "V", xuất hiện trong hình chữ V này có cả sao khổng lồ đỏ Aldebaran. Tuy nhiên, Aldebaran  không liên quan đến cụm sao Hyades, vì nó nằm ở gần Trái Đất hơn, và việc nhìn thấy sao Aldebaran trong cụm Hyades chỉ là cách nhìn từ Trái Đất.
Năm ngôi sao sáng nhất trong cụm Hyades đều phát triển từ Dãy chính và bây giờ nằm ở dưới cùng của các nhánh khổng lồ. Bốn trong số những ngôi sao này, với những cái tên theo cách đặt của Bayer, Gamma, Delta 1, Epsilon, và Theta Tauri,được xem là một nhóm sao điển hình truyền thống được xác định là đầu của con bò Taurus. Ngôi sao còn lại là Zeta 1 Tauri, nằm ở 2 ° về phía nam. Epsilon Tauri, được gọi là Ain ("Mắt bò"), có thể có một ngoại hành tinh khổng lồ,  hành tinh đầu tiên được tìm thấy trong một cụm sao mở.
Tuổi của Hyades được ước tính vào khoảng 625 triệu năm. [ 1 ] Vùng lõi cụm sao, nơi những ngôi sao tập trung đông nhất, có bán kính 2,7 parsec (tương ứng với đường kính 17,6 năm ánh sáng), và  bán kính thủy triều (tidal radius)  là 10 parsec (tương ứng với đường kính 65 năm ánh sáng). [ 1 ] Tuy nhiên, khoảng một phần ba các ngôi sao thành viên của cụm được xác nhận có thể quan sát ở xa ngoài ranh giới này, ở trong những quâng cụm sao mở mở rộng; những ngôi sao này có thể là đang trong quá trình thoát ra khỏi ảnh hưởng của lực hấp dẫn của cụm. [ 1 ]